# Campeonato Africano de Atletismo de 2014 - Heptatlo feminino
A prova do heptatlo feminino do Campeonato Africano de Atletismo de 2014 foi disputada entre os dias 12 de agosto e 13 de agosto de 2014 no Estádio de Marrakech  em Marrakech, no Marrocos. Participaram da prova 10 atletas.

## Recordes
Antes desta competição, os recordes mundiais e do campeonato nesta prova eram os seguintes:
|                       | Nome                 | Nacionalidade  | Pontos   | Local   | Data                   |
| --------------------- | -------------------- | -------------- | -------- | ------- | ---------------------- |
| Recorde mundial       | Jackie Joyner-Kersee | Estados Unidos | 7291 pts | Seul    | 24 de setembro de 1988 |
| Recorde do campeonato | Margaret Simpson     | Gana           | 6031 pts | Nairóbi | 31 de julho de 2010    |
| Recorde africano      | Margaret Simpson     | Gana           | 6423 pts | Götzis  | 29 de maio de 2005     |

## Medalhistas
| Ouro               | Prata                  | Bronze             |
| Marthe Koala (BUR) | Elizabeth Dadzie (GHA) | Bianca Erwee (RSA) |

## Cronograma
Todos os horários são locais (UTC+1).
| Data         | Hora  | Evento                   |
| ------------ | ----- | ------------------------ |
| 12 de agosto | 09:30 | 100 metros com barreiras |
| 12 de agosto | 10:25 | Salto em altura          |
| 12 de agosto | 18:20 | Arremesso de peso        |
| 12 de agosto | 20:05 | 200 metros               |
| 13 de agosto | 09:15 | Salto em distância       |
| 13 de agosto | 10:40 | Lançamento de dardo      |
| 12 de agosto | 19:50 | 800 metros               |

## Resultados

### 100 metros com barreiras
| Posição | Bateria | Atleta                  | Nacionalidade  | Tempo | Pontos | Notas   |
| ------- | ------- | ----------------------- | -------------- | ----- | ------ | ------- |
| 1       | 2       | Marthe Koala            | Burquina Fasso | 13.72 | 1018   |         |
| 2       | 1       | Yasmina Omrani          | Argélia        | 14.17 | 954    |         |
| 3       | 2       | Elizabeth Dadzie        | Gana           | 14.28 | 939    |         |
| 4       | 2       | Brigitte Ekongolo Nguea | Camarões       | 14.54 | 903    |         |
| 5       | 1       | Bianca Erwee            | África do Sul  | 14.77 | 872    |         |
| 6       | 2       | Corlia Kruger           | Namíbia        | 15.14 | 823    |         |
| 7       | 1       | Nada Chroudi            | Tunísia        | 15.21 | 814    |         |
| 8       | 1       | Wedian Mokhtar          | Egito          | 15.45 | 783    |         |
| 9       | 1       | Anny Oyono              | Camarões       | 15.49 | 778    |         |
| 10      | 2       | Odile Ahouanwanou       | Benim          | DSQ   | 0      | R168.7b |

### Salto em altura
| Posição | Atleta                  | Nacionalidade  | 1.45 | 1.48 | 1.51 | 1.54 | 1.57 | 1.60 | 1.63 | 1.66 | 1.69 | 1.72 | 1.75 | 1.78 | Resultados | Pontos | Notas | Total |
| ------- | ----------------------- | -------------- | ---- | ---- | ---- | ---- | ---- | ---- | ---- | ---- | ---- | ---- | ---- | ---- | ---------- | ------ | ----- | ----- |
| 1       | Bianca Erwee            | África do Sul  | –    | –    | –    | –    | –    | –    | o    | –    | xo   | o    | xo   | xxx  | 1.75       | 916    |       | 1788  |
| 2       | Yasmina Omrani          | Argélia        | –    | –    | –    | –    | –    | –    | o    | o    | xxo  | o    | xxx  |      | 1.72       | 879    |       | 1833  |
| 3       | Corlia Kruger           | Namíbia        | –    | –    | o    | o    | o    | xo   | xxo  | xo   | xxx  |      |      |      | 1.66       | 806    |       | 1629  |
| 4       | Wedian Mokhtar          | Egito          | –    | –    | –    | –    | o    | o    | o    | xxx  |      |      |      |      | 1.63       | 806    |       | 1554  |
| 5       | Odile Ahouanwanou       | Benim          | –    | –    | o    | –    | –    | xo   | xo   | xxx  |      |      |      |      | 1.63       | 771    |       | 771   |
| 6       | Nada Chroudi            | Tunísia        | –    | –    | o    | xo   | o    | o    | xxx  |      |      |      |      |      | 1.60       | 736    |       | 1550  |
| 7       | Elizabeth Dadzie        | Gana           | o    | –    | o    | –    | xo   | xxx  |      |      |      |      |      |      | 1.57       | 701    |       | 1640  |
| 8       | Marthe Koala            | Burquina Fasso | o    | o    | o    | o    | xxx  |      |      |      |      |      |      |      | 1.54       | 666    |       | 1684  |
| 9       | Anny Oyono              | Camarões       | o    | –    | o    | xxx  |      |      |      |      |      |      |      |      | 1.51       | 632    |       | 1410  |
| 10      | Brigitte Ekongolo Nguea | Camarões       |      |      |      |      |      |      |      |      |      |      |      |      | NM         | 0      |       | 903   |

### Arremesso de peso
| Posição | Atleta                  | Nacionalidade  | #1    | #2    | #3    | Resultados | Pontos | Notas | Total |
| ------- | ----------------------- | -------------- | ----- | ----- | ----- | ---------- | ------ | ----- | ----- |
| 1       | Odile Ahouanwanou       | Benim          | 13.40 | 12.95 | 14.02 | 14.02      | 795    |       | 1566  |
| 2       | Yasmina Omrani          | Argélia        | 12.37 | 13.25 | 12.91 | 13.25      | 744    |       | 2577  |
| 3       | Nada Chroudi            | Tunísia        | 12.64 | 12.51 | 13.12 | 13.12      | 735    |       | 2285  |
| 4       | Anny Oyono              | Camarões       | 12.23 | 11.16 | 11.44 | 12.23      | 676    |       | 2086  |
| 5       | Marthe Koala            | Burquina Fasso | 12.07 | 12.21 | 12.03 | 12.21      | 675    |       | 2359  |
| 6       | Bianca Erwee            | África do Sul  | 10.99 | 10.84 | x     | 10.99      | 594    |       | 2382  |
| 7       | Elizabeth Dadzie        | Gana           | 10.59 | 10.71 | 10.07 | 10.71      | 576    |       | 2216  |
| 8       | Brigitte Ekongolo Nguea | Camarões       | 7.63  | 9.36  | 9.56  | 9.56       | 501    |       | 1404  |
| 9       | Corlia Kruger           | Namíbia        | 9.23  | 9.35  | 9.07  | 9.35       | 487    |       | 2116  |
| 10      | Wedian Mokhtar          | Egito          | 9.15  | 9.21  | 9.20  | 9.21       | 478    |       | 2032  |

### 200 metros
| Posição | Bateria | Atleta                  | Nacionalidade  | Tempo | Pontos | Notas | Total |
| ------- | ------- | ----------------------- | -------------- | ----- | ------ | ----- | ----- |
| 1       | 2       | Marthe Koala            | Burquina Fasso | 24.37 | 945    |       | 3304  |
| 2       | 1       | Yasmina Omrani          | Argélia        | 25.00 | 887    |       | 3464  |
| 3       | 2       | Odile Ahouanwanou       | Benim          | 25.22 | 867    |       | 2433  |
| 4       | 1       | Elizabeth Dadzie        | Gana           | 25.30 | 859    |       | 3075  |
| 5       | 1       | Anny Oyono              | Camarões       | 26.01 | 796    |       | 2882  |
| 6       | 1       | Bianca Erwee            | África do Sul  | 26.11 | 788    |       | 3170  |
| 7       | 2       | Nada Chroudi            | Tunísia        | 26.65 | 741    |       | 3026  |
| 8       | 2       | Brigitte Ekongolo Nguea | Camarões       | 26.74 | 734    |       | 2138  |
| 9       | 1       | Corlia Kruger           | Namíbia        | 26.92 | 718    |       | 2834  |
| 9       | 2       | Wedian Mokhtar          | Egito          | 26.92 | 718    |       | 2750  |

### Salto em distância
| Posição | Atleta                  | Nacionalidade  | #1   | #2   | #3   | Resultados | Pontos | Notas | Total |
| ------- | ----------------------- | -------------- | ---- | ---- | ---- | ---------- | ------ | ----- | ----- |
| 1       | Marthe Koala            | Burquina Fasso | 5.49 | 5.71 | 6.03 | 6.03       | 859    |       | 4163  |
| 2       | Elizabeth Dadzie        | Gana           | 5.69 | 5.96 | x    | 5.96       | 837    |       | 3912  |
| 3       | Bianca Erwee            | África do Sul  | 5.26 | x    | 5.43 | 5.43       | 680    |       | 3912  |
| 4       | Wedian Mokhtar          | Egito          | 5.14 | 5.32 | x    | 5.32       | 648    |       | 3398  |
| 5       | Corlia Kruger           | Namíbia        | 5.31 | x    | x    | 5.31       | 645    |       | 3479  |
| 6       | Anny Oyono              | Camarões       | 5.29 | 5.12 | 4.96 | 5.29       | 640    |       | 3522  |
| 7       | Nada Chroudi            | Tunísia        | 5.12 | 5.03 | 5.03 | 5.12       | 592    |       | 3618  |
| 8       | Odile Ahouanwanou       | Benim          | 4.94 | 4.80 | 5.02 | 5.02       | 565    |       | 2998  |
| 9       | Brigitte Ekongolo Nguea | Camarões       | 4.81 | 4.33 | 4.41 | 4.81       | 508    |       | 2646  |
| 10      | Yasmina Omrani          | Argélia        |      |      |      | DNS        | 0      |       | DNF   |

### Lançamento de dardo
| Posição | Atleta                  | Nacionalidade  | #1    | #2    | #3    | Resultados | Pontos | Notas | Total |
| ------- | ----------------------- | -------------- | ----- | ----- | ----- | ---------- | ------ | ----- | ----- |
| 1       | Odile Ahouanwanou       | Benim          | 40.64 | x     | x     | 40.64      | 680    |       | 3678  |
| 2       | Nada Chroudi            | Tunísia        | 40.51 | 38.97 | 38.06 | 40.51      | 677    |       | 4295  |
| 3       | Elizabeth Dadzie        | Gana           | x     | 36.22 | 38.70 | 38.70      | 642    |       | 4554  |
| 4       | Marthe Koala            | Burquina Fasso | 37.41 | 26.28 | 33.19 | 37.41      | 618    |       | 4781  |
| 5       | Bianca Erwee            | África do Sul  | x     | 35.27 | 37.21 | 37.21      | 614    |       | 4464  |
| 6       | Corlia Kruger           | Namíbia        | 25.93 | 31.92 | 32.54 | 32.54      | 525    |       | 4004  |
| 7       | Brigitte Ekongolo Nguea | Camarões       | 31.04 | x     | 32.39 | 32.39      | 522    |       | 3168  |
| 8       | Wedian Mokhtar          | Egito          | x     | 28.34 | 28.18 | 28.34      | 445    |       | 3843  |
| 9       | Anny Oyono              | Camarões       | x     | 23.71 | 26.86 | 26.86      | 417    |       | 3939  |

### 800 metros
| Posição | Atleta                  | Nacionalidade  | Tempo   | Pontos | Notas |
| ------- | ----------------------- | -------------- | ------- | ------ | ----- |
| 1       | Elizabeth Dadzie        | Gana           | 2:26.91 | 732    |       |
| 2       | Nada Chroudi            | Tunísia        | 2:28.15 | 716    |       |
| 3       | Anny Oyono              | Camarões       | 2:31.08 | 679    |       |
| 4       | Marthe Koala            | Burquina Fasso | 2:31.61 | 673    |       |
| 5       | Wedian Mokhtar          | Egito          | 2:32.85 | 658    |       |
| 6       | Odile Ahouanwanou       | Benim          | 2:35.01 | 631    |       |
| 7       | Bianca Erwee            | África do Sul  | 2:35.77 | 622    |       |
| 8       | Corlia Kruger           | Namíbia        | 2:35.88 | 621    |       |
| 9       | Brigitte Ekongolo Nguea | Camarões       | 2:40.04 | 572    |       |

## Classificação final
| Colocação         | Atleta                  | Nacionalidade  | 100 m C/B | SA   | AP    | 200 m | SD   | LD    | 800 m   | Total | Notas |
| ----------------- | ----------------------- | -------------- | --------- | ---- | ----- | ----- | ---- | ----- | ------- | ----- | ----- |
| Medalha de ouro   | Marthe Koala            | Burquina Fasso | 13.72     | 1.54 | 12.21 | 24.37 | 6.03 | 37.41 | 2:31.61 | 5454  |       |
| Medalha de prata  | Elizabeth Dadzie        | Gana           | 14.28     | 1.57 | 10.71 | 25.30 | 5.96 | 38.70 | 2:26.91 | 5286  |       |
| Medalha de bronze | Bianca Erwee            | África do Sul  | 14.77     | 1.75 | 10.99 | 26.11 | 5.43 | 37.21 | 2:35.77 | 5086  |       |
| 4                 | Nada Chroudi            | Tunísia        | 15.21     | 1.60 | 13.12 | 26.65 | 5.12 | 40.51 | 2:28.15 | 5011  |       |
| 5                 | Corlia Kruger           | Namíbia        | 15.14     | 1.66 | 9.35  | 26.92 | 5.31 | 32.54 | 2:35.88 | 4625  |       |
| 6                 | Anny Oyono              | Camarões       | 15.49     | 1.51 | 12.23 | 26.01 | 5.29 | 26.86 | 2:31.08 | 4618  |       |
| 7                 | Wedian Mokhtar          | Egito          | 15.45     | 1.63 | 9.21  | 26.92 | 5.32 | 28.34 | 2:32.85 | 4501  |       |
| 8                 | Odile Ahouanwanou       | Benim          | DQ        | 1.63 | 14.02 | 25.22 | 5.02 | 40.64 | 2:35.01 | 4309  |       |
| 9                 | Brigitte Ekongolo Nguea | Camarões       | 14.54     | NM   | 9.56  | 26.74 | 4.81 | 32.39 | 2:40.04 | 3740  |       |
| 10 !              | Yasmina Omrani          | Argélia        | 14.17     | 1.72 | 13.25 | 25.00 | DNS  | –     | –       | DNF   |       |

Legenda
| Recorde mundial       | Recorde mundial (World record)               |                       | Recorde africano                      | Recorde africano (African) |                                           | Q | Classificado por posição (Qualified) |
| Recorde do campeonato | Recorde do campeonato (Championship record)  | Recorde da América    | Recorde da América (Americas)         | q                          | Classificado por melhor tempo (Qualified) |   |                                      |
| Melhor marca do ano   | Melhor marca do ano (World leading)          | Recorde asiático      | Recorde asiático (Asian)              | DNS                        | Não largou (Did not start)                |   |                                      |
| Recorde nacional      | Recorde nacional (National record)           | Recorde europeu       | Recorde europeu (European)            | DNF                        | Não terminou (Did not finish)             |   |                                      |
| Recorde pessoal       | Recorde pessoal do atleta (Personal best)    | Recorde da Oceania    | Recorde da Oceania (Oceania)          | DSQ / DQ                   | Desclassificado (Disqualified)            |   |                                      |
| Recorde da temporada  | Recorde da temporada do atleta (Season best) | Recorde sul-americano | Recorde sul-americano (South America) | NM                         | Sem marca (No mark)                       |   |                                      |